# Joseph Kervyn de Lettenhove

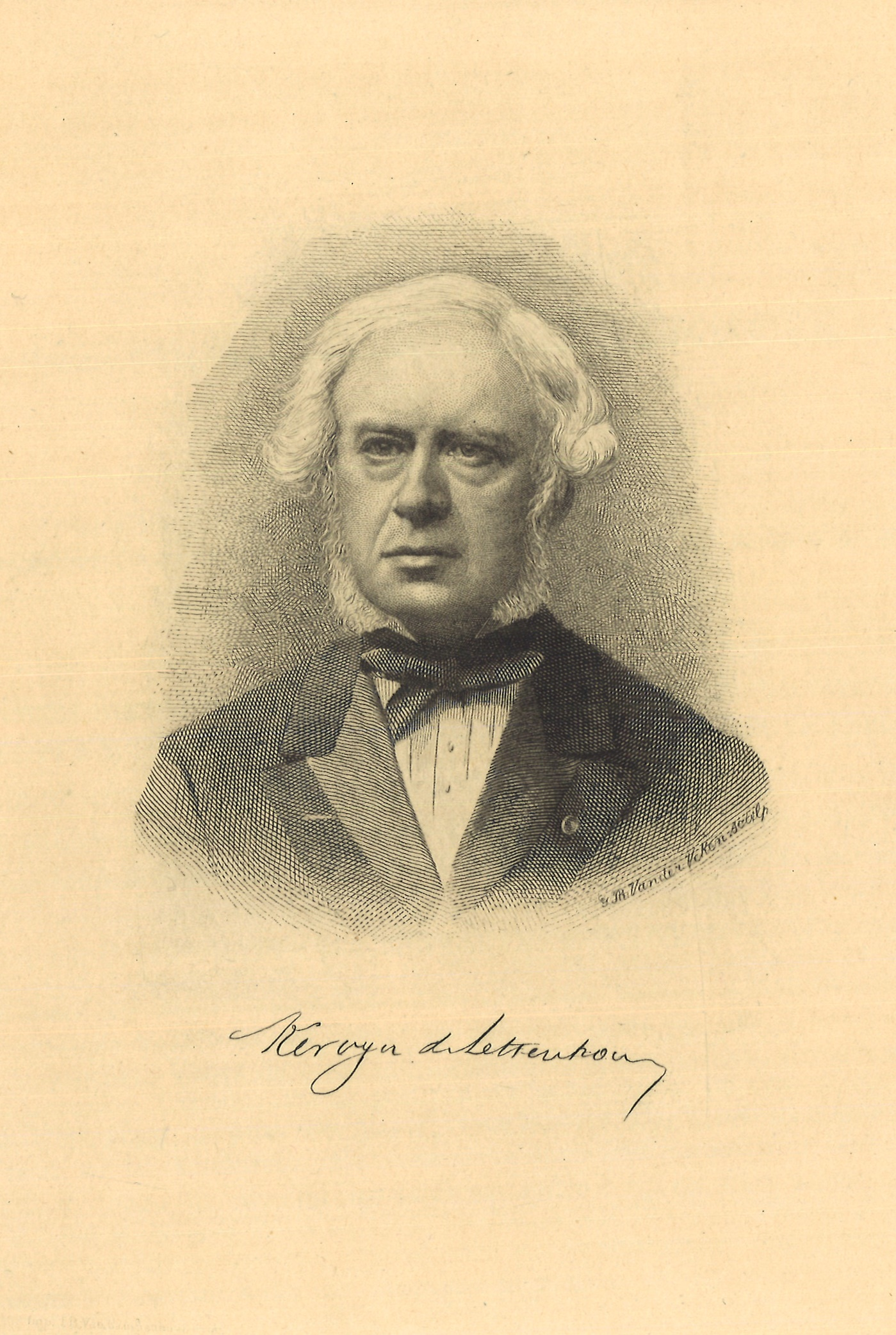
Joseph Kervyn de Lettenhove

Joseph Marie Bruno Constantin Kervyn de Lettenhove, född 17 augusti 1817 i Sint-Michiels vid Brygge, död 2 april 1891, var en belgisk baron och historiker. 
Kervyn de Lettenhove valdes 1861 till ledamot av representantkammaren, där han anslöt sig till det klerikala partiet, och var under tiden juli 1870 till december 1871 undervisningsminister. Han författade bland annat Histoire de Flandre (sex band, 1847–50, femte upplagan, fyra band, 1898), ett ur grundlig källforskning framgånget verk, vidare det av Franska akademien belönta arbetet Froissart, étude littéraire sur le 14:e siècle (två band, 1858) samt Jacques d'Arteveide (1863), La Flandre pendant les trois derniers siècles (1875), Relations politiques des Pays-Bas et de l'Angleterre sous le regne de Philippe II (tio band, 1882–91), och det av Franska akademien prisbelönta Les Huguenots et les Gueux (sex band, 1883–85). 
Kervyn de Lettenhoves strävanden gick under de senare åren huvudsakligen ut på att återställa Filip II:s ära och systematiskt nedsätta Vilhelm I av Oranien. Han utgav även flera viktiga historiska källskrifter, såsom "Lettres et négociations de Philippe de Commines" (tre band, 1867–74) och "Chroniques de Froissart" (26 band, 1867–77, upptagande handskrifternas varianter). Sonen, Henri Kervyn de Lettenhove, utgav 1900 en biografi över fadern, "Le baron Kervyn de Lettenhove, notes et souvenirs".